# Ur-gigir
Un-gigir – według Sumeryjskiej listy królów drugi władca należący do IV dynastii z Uruk. Dotyczący go fragment brzmi następująco:
„Ur-gigir ( z Uruk), syn Ur-nigina, panował przez 6 lat”.